# بيلي جولدنبيرج
بيلي جولدنبيرج (بالإنجليزية: Billy Goldenberg)‏ هو ملحن أمريكي، ولد في 10 فبراير 1936 في بروكلين في الولايات المتحدة.

## وصلات خارجية
- بيلي جولدنبيرج على موقع IMDb (الإنجليزية)
- بيلي جولدنبيرج على موقع ميوزك برينز (الإنجليزية)
- بيلي جولدنبيرج على موقع قاعدة بيانات برودواي على الإنترنت (الإنجليزية)
- بيلي جولدنبيرج على موقع قاعدة بيانات برودواي على الإنترنت (الإنجليزية)
- بيلي جولدنبيرج على موقع أول ميوزيك (الإنجليزية)
- بيلي جولدنبيرج على موقع ديسكوغز (الإنجليزية)
- بيلي جولدنبيرج على موقع قاعدة بيانات الفيلم (الإنجليزية)